# Poleto
Poleto (bulgariska: Полето) är ett distrikt i Bulgarien.   Det ligger i kommunen Obsjtina Simitli och regionen Blagoevgrad, i den sydvästra delen av landet, 90 km söder om huvudstaden Sofia.
I omgivningarna runt Poleto växer i huvudsak blandskog. Runt Poleto är det ganska glesbefolkat, med 28 invånare per kvadratkilometer.